# Walker Zimmerman
Walker Zimmerman, född 19 maj 1993, är en amerikansk fotbollsspelare som spelar för Nashville SC i Major League Soccer.

## Landslagskarriär
Zimmerman debuterade för USA:s landslag den 3 februari 2017 i en 1–0-vinst över Jamaica.